# District de Castellane
Pour les articles homonymes, voir Castellane (homonymie).
Le district de Castellane est une ancienne division territoriale française du département des Basses-Alpes de 1790 à 1795.
Il était composé des cantons de Castellane, Annot, Colmars, Entrevaux, Saint-André-les-Alpes, Thorame-Haute et Ubraye.